# 蒂爾西

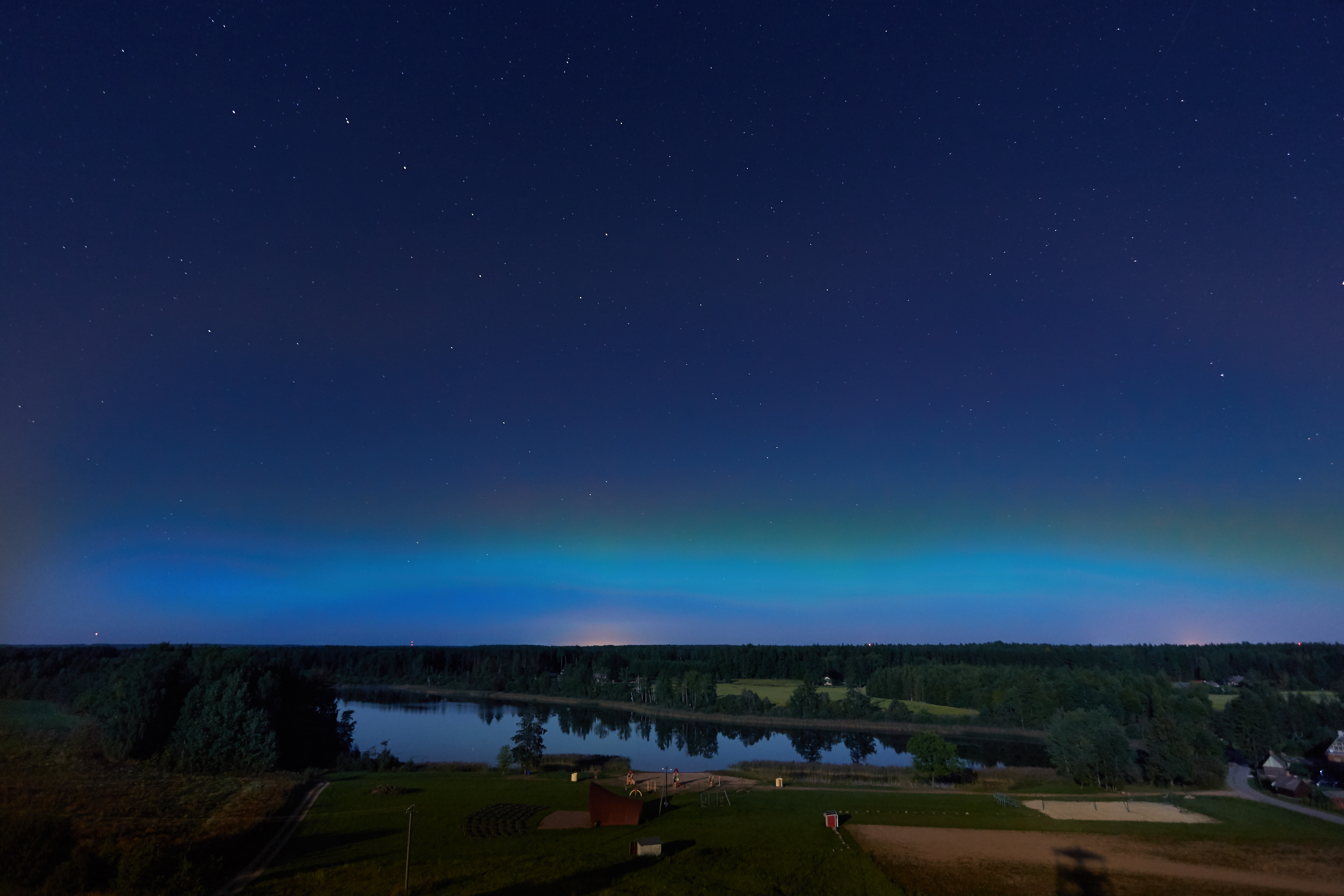
蒂尔西村里的克尔布湖

蒂爾西，是愛沙尼亞珀爾瓦縣珀爾瓦市鎮内的村庄，位於該國東南部，曾是原拉海達市镇的行政中心，處於首都塔林東南面210公里，海拔高度86米，2012年該村庄人口430。
57°58′N 27°01′E / 57.967°N 27.017°E